# Auschwitz Album
L'Auschwitz Album è una collezione di circa 200 fotografie scattate da un militare SS nel maggio-giugno 1944 per documentare l'arrivo al campo di Auschwitz-Birkenau di un trasporto nell'ambito delle operazioni di sterminio degli ebrei ungheresi, denominate Aktion Höß. Si tratta dell'unica testimonianza visiva del processo di selezione dei deportati, ampiamente descritto dai sopravvissuti nei libri di memorie sull'Olocausto e da membri dello stesso personale SS nelle testimonianze fornite ai processi.

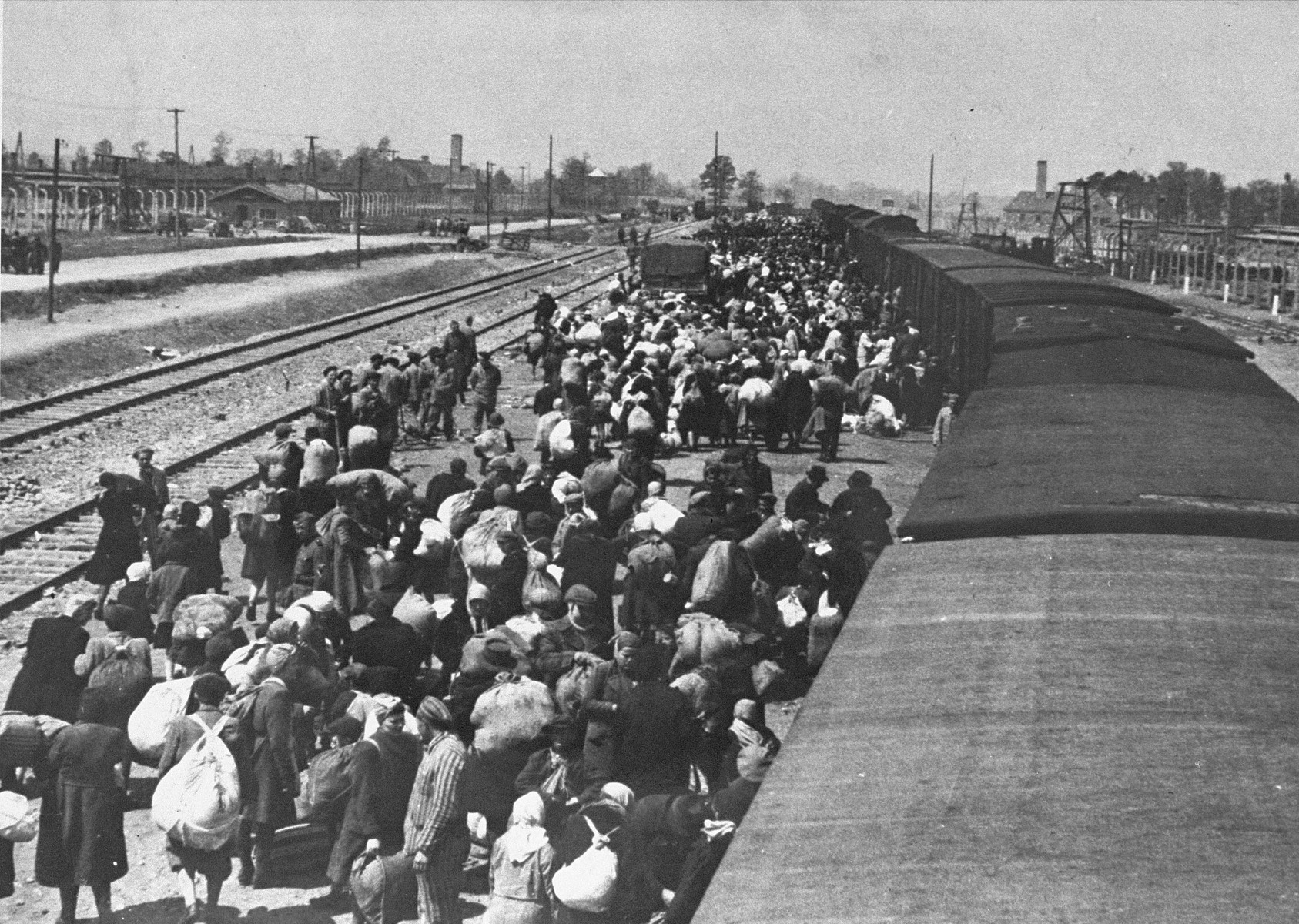
L'arrivo del treno con i deportati all'interno del campo di Auschwitz-Birkenau

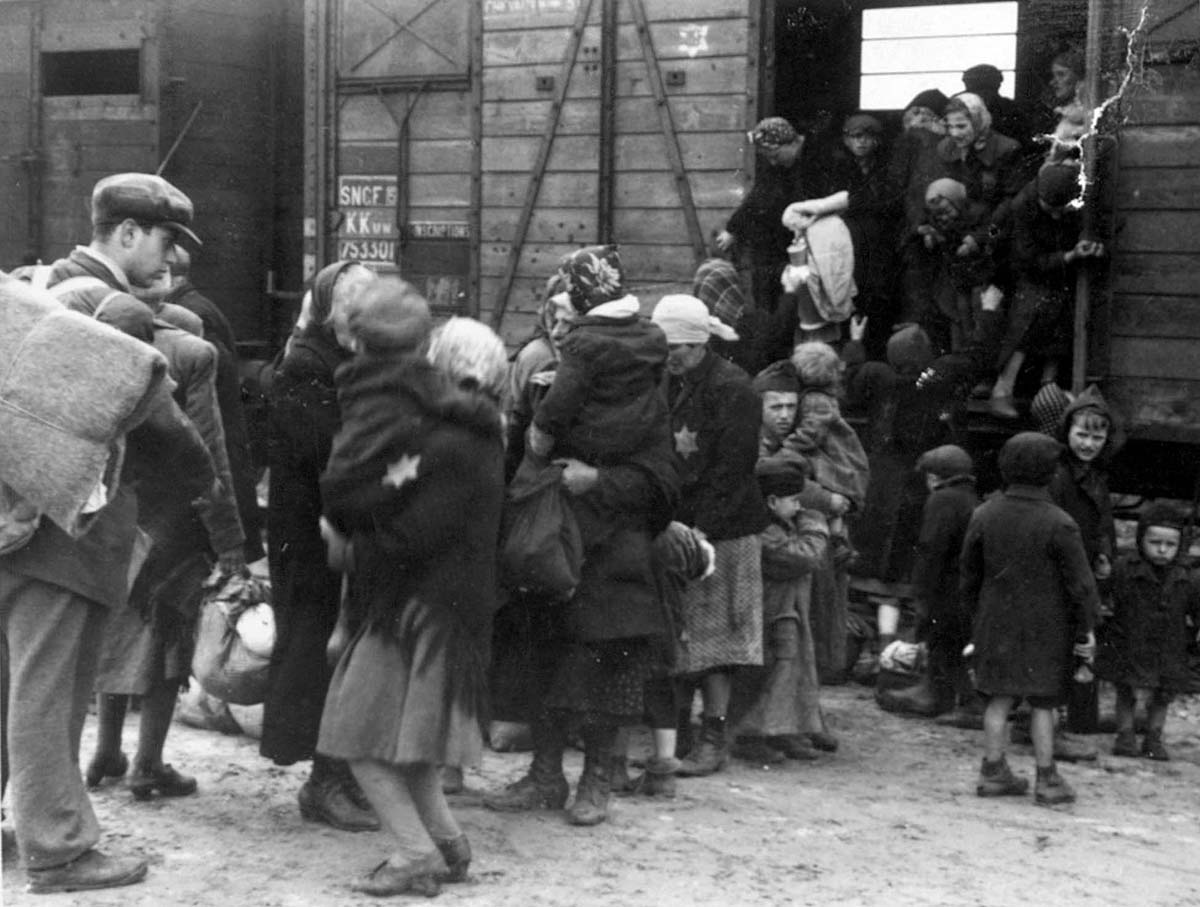
I deportati scendono dai vagoni

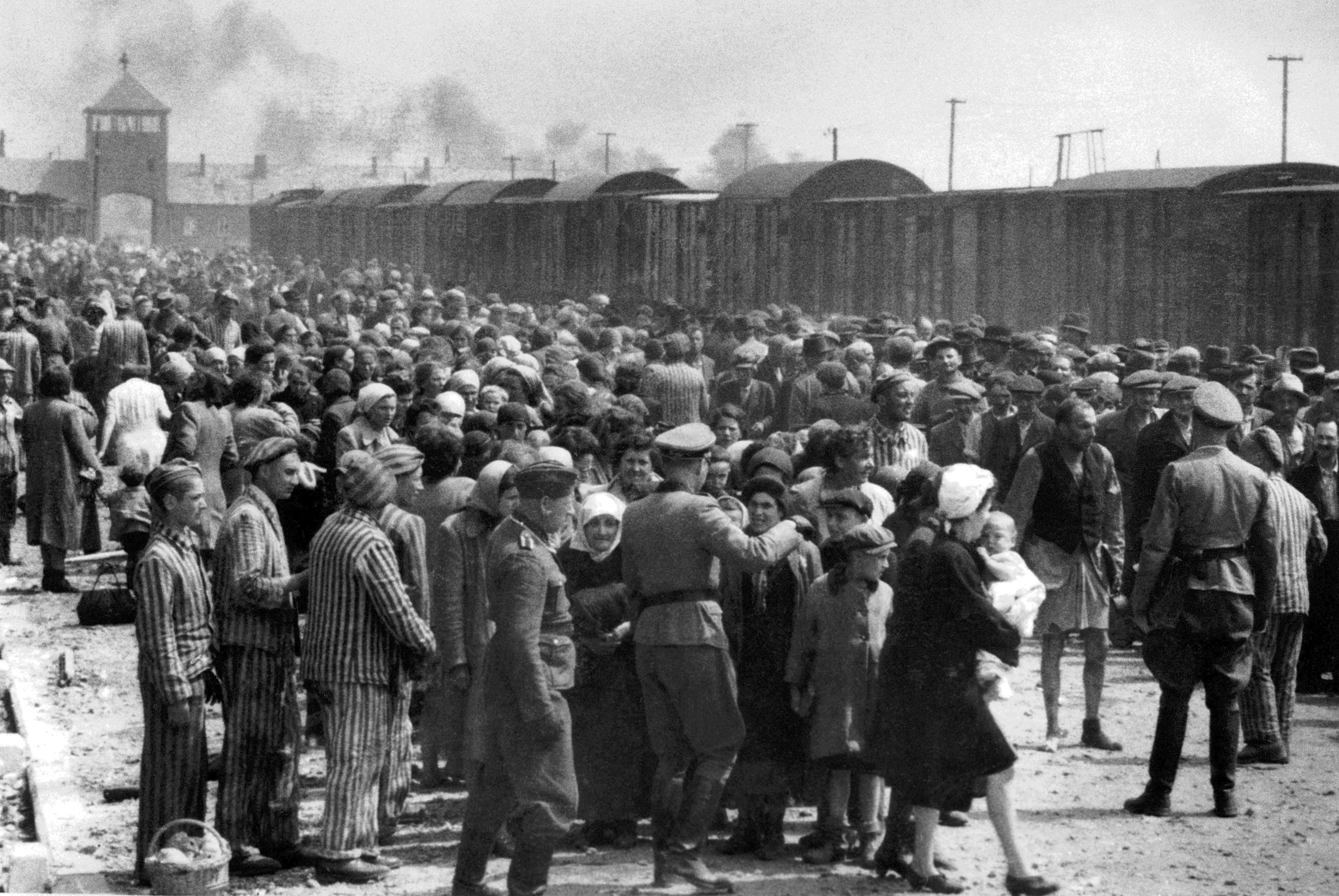
L'inizio della selezione con la separazione degli uomini dalle donne e dai bambini

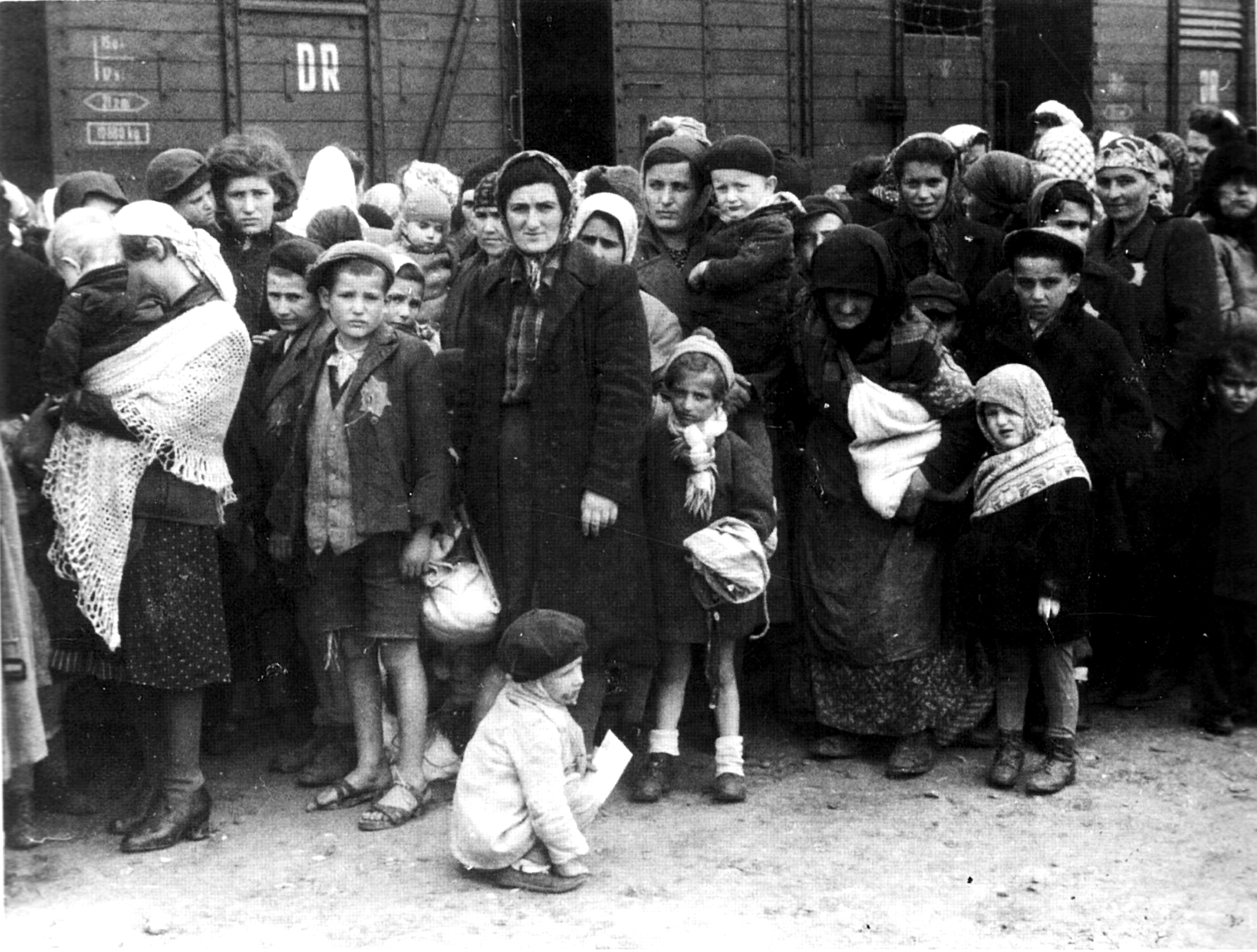
Donne e bambini in attesa vicino ai vagoni

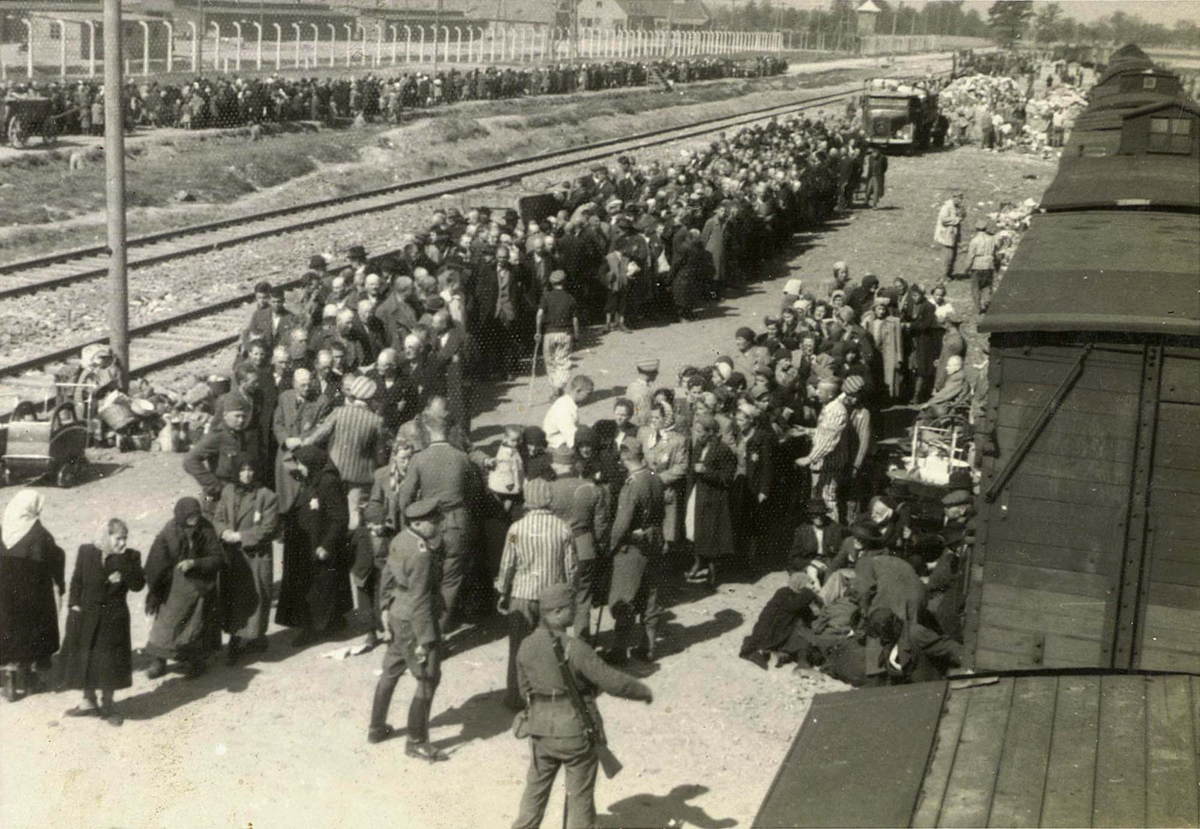
Si procede alla selezione. Coloro giudicati inabili al lavoro sono fatti incamminare verso le camere a gas

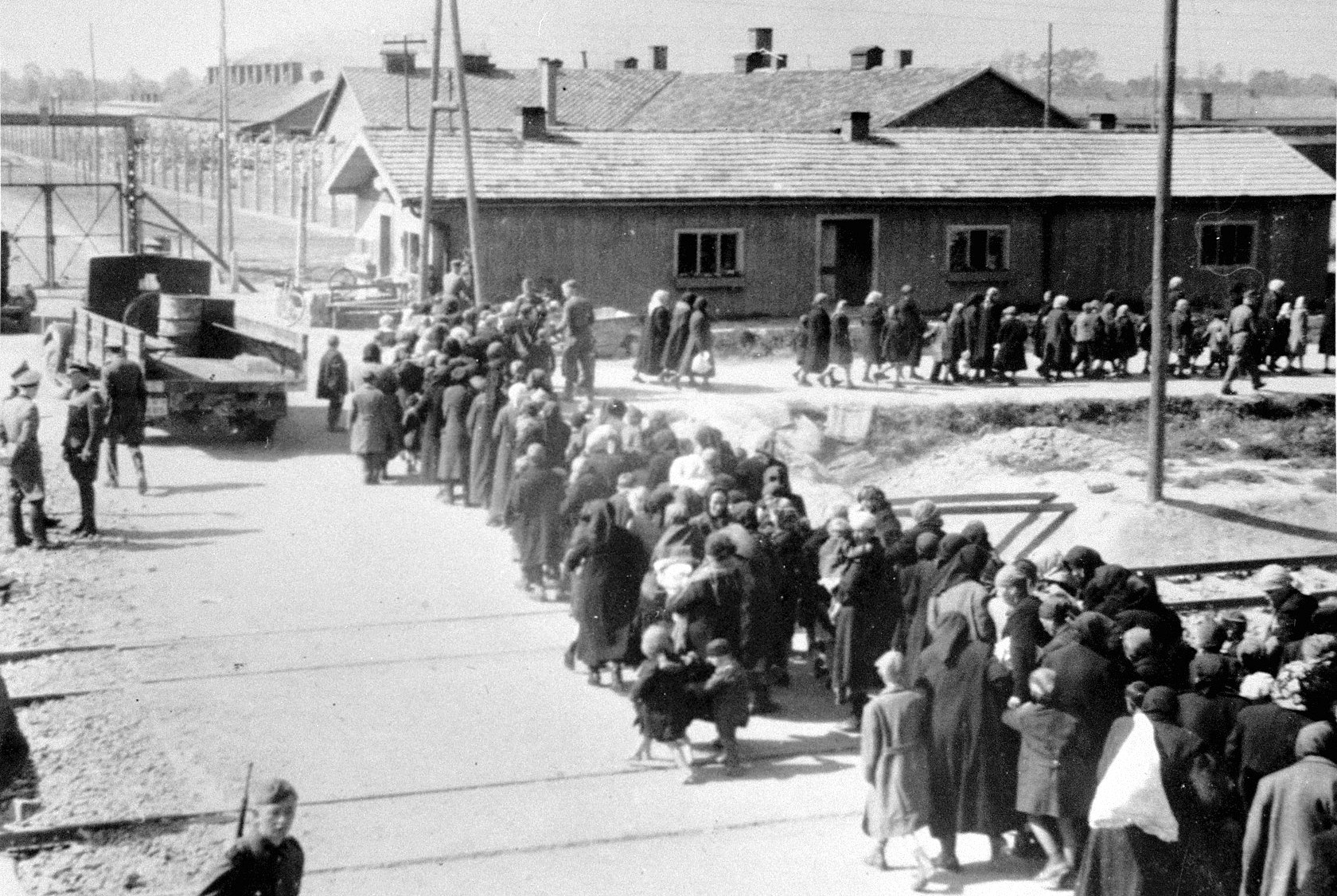
La fila dei bambini e delle donne avviati alle camere a gas

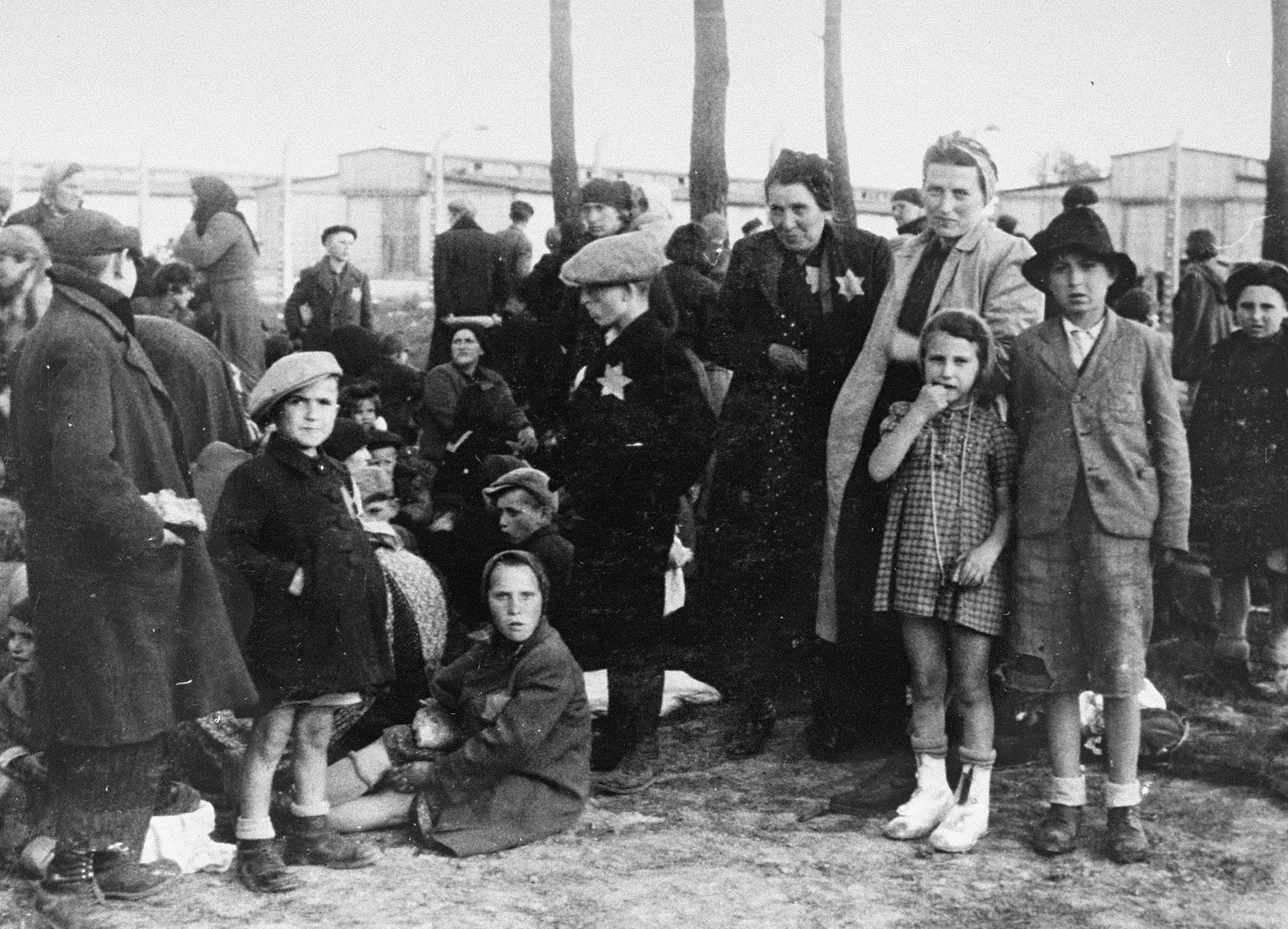
L'attesa finale nel boschetto di betulle accanto al crematorio

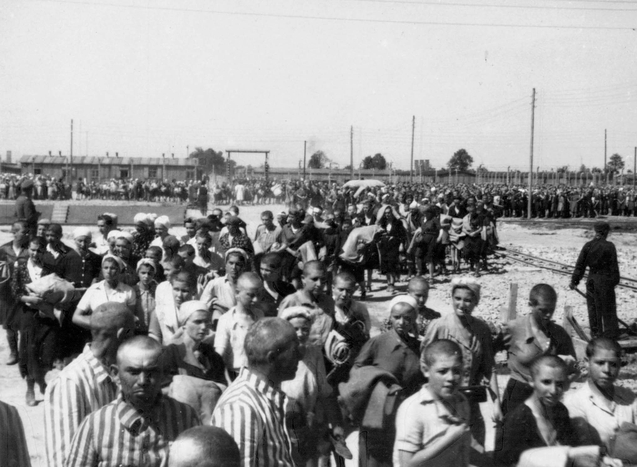
I prigionieri giudicati abili al lavoro sono condotti all'interno del campo

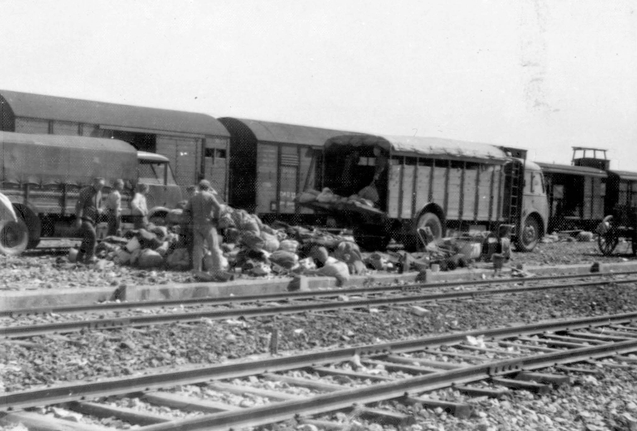
Sulla piattaforma restano solo i bagagli lasciati dai deportati

## L'album
Il cosiddetto Auschwitz Album è un documento unico nel suo genere, considerati anche gli sforzi compiuti dai nazisti per tenere nascosta la soluzione finale e distruggerne ogni prova. Fornisce l'unica documentazione fotografica esistente dell'arrivo dei treni di prigionieri e della loro sorte all'interno del campo di sterminio di Birkenau. Esistono altre foto del personale SS di servizio ad Auschwitz (il cosiddetto Höcker Album) e altre foto di internati ad Auschwitz I (opera del fotografo Wilhelm Brasse), ma nessuna documenta il processo di selezione dei prigionieri e il loro tragitto verso le camere a gas. A testimoniare il momento immediatamente precedente e seguente l'ingresso dei prigionieri nelle camere a gas, si conoscono solo le quattro foto del Sonderkommando, scattate clandestinamente da un membro del gruppo di lavoro ad Auschwitz-Birkenau (forse l'ebreo greco Alberto Errera) e fatte pervenire alla resistenza polacca.
L'identità del fotografo dell'Auschwitz Album non è mai stata determinata con certezza. Potrebbero essere stati sia Ernst Hoffmann sia Bernhard Walter, due militari SS responsabili di prendere le impronte digitali e fotografare i prigionieri al momento della loro immatricolazione (procedimento che non avveniva per coloro che erano avviati immediatamente alle camere a gas). Non è chiaro neppure lo scopo per cui l'album fu compilato. Non era destinato a scopi propagandistici, né ha alcun uso personale evidente. Si presume che sia stato preparato come un rapporto ufficiale per un'autorità superiore, così come gli album fotografici di altri campi di concentramento.
Se la sopravvivenza dell'album è notevole, degne di nota sono anche le circostanze della sua scoperta. Lili "Lilly" Jacob (1926-1999) era una giovane ebrea ungherese, deportata ad Auschwitz e scampata alle camere a gas, perché selezionata per il lavoro coatto. Con l'avvicinarsi dell'esercito sovietico fu trasferita in altri campi, giungendo infine al campo di concentramento di Dora-Mittelbau, presso Nordhausen in Germania, dove rimase fino all'arrivo delle truppe americane. Trovandosi ricoverata in un ex alloggiamento delle SS trasformato in ospedale, Jacob trovò l'album in un armadietto accanto al suo letto. Con grandissimo stupore, vide al suo interno delle immagini di sé stessa, dei suoi fratellini e familiari e di altri membri della sua comunità. La coincidenza era straordinaria, dato che il campo di Auschwitz si trovava a più di 640 km da quello di Dora-Mittelbau, e Lili era solo una tra i milioni di persone che vi erano passati. È possibile che l'album sia appartenuto a Richard Baer, allora comandante del campo di Auschwitz e quindi comandante di quello di Dora-Mittelbau.
Dell'esistenza dell'album si venne a conoscenza negli anni 1960, quando alcune foto furono utilizzate come prova ai processi su Auschwitz a Francoforte. La voce si sparse, e molti ex deportati vennero a esaminare l'album a Miami, nella casa dove Lili viveva con il marito e i figli. Nel 1980 il cacciatore di criminali nazisti Serge Klarsfeld incontrò Lili Jacob e la convinse a donare l'album all'Istituto Yad Vashem, il museo dell'Olocausto di Gerusalemme. Lo stesso anno, il contenuto dell'album venne pubblicato per la prima volta nel libro The Auschwitz Album, edito dallo stesso Klarsfeld.
L'album ha 56 pagine e contiene 193 fotografie. Originariamente aveva altre foto, ma negli anni prima di essere donato a Yad Vashem, alcune foto furono donate da Lili Jacob a sopravvissuti che vi avevano riconosciuto parenti o amici.
Nel 1994 l'album è stato restaurato nel laboratorio di conservazione di Yad Vashem e le informazioni su ciascuna delle foto sono state inserite nella banca dati informatica dell'archivio dell'Istituto. Il personale dell'archivio è riuscito a confrontare le foto con le foto aeree scattate dall'Aeronautica militare statunitense in diverse occasioni nel 1944-45. Nel 1999 l'intero album è stato scansionato e digitalizzato ad alta definizione.

## La documentazione fotografica della selezione
Le foto sono organizzate in una sequenza narrativa, quasi si trattasse di un documentario. Nelle prime foto si vede la piattaforma ferroviaria all'interno del campo di Birkenau dove arrivano i convogli dei deportati. Si vede quindi un treno da poco arrivato. A bordo c'è un largo gruppo di ebrei ungheresi, provenienti in massima parte dal ghetto di Berehovo. Tutto sembra avvenire con molta calma e ordine. Le porte dei vagoni si aprono e i prigionieri vengono fatti scendere. Sono in massima parte donne, bambini e anziani (molti dei giovani del ghetto erano già stati inviati al lavoro coatto in altri campi). I prigionieri si dispongono su due lati: a sinistra le donne con i bambini, a destra gli uomini (tra cui anche i bambini più grandi). In un angolo rimangono seduti o sdraiati per terra un gruppo di anziani che non appaiono in grado di camminare. Dapprima si compie la selezione nel gruppo delle donne, dal quale si distacca un piccolo numero di donne giovani senza bambini. Comincia quindi la selezione nel gruppo degli uomini. Le persone scelte come abili al lavoro (uomini e donne) vengono avviate al campo in due colonne distinte (tra di loro non si vedono né anziani né bambini). Il fotografo si sofferma adesso sulle persone (bambini con le loro madri e anziani) che si incamminano lungo i binari ferroviari verso le camere a gas. Il gruppo compie un'ultima sosta sotto un boschetto nei pressi del crematorio. L'atmosfera è tranquilla. I prigionieri non sembrano coscienti di cosa li aspetti. Gli anziani parlano tra loro mentre le donne e i bambini si rifocillano.
Il fotografo infine documenta i lavori nell'area denominata Canada, dove i beni lasciati dai prigionieri erano ordinati e divisi prima del loro trasporto in Germania. L'intero processo della selezione risulta quindi essere stato descritto, eccetto il momento dell'uccisione dei deportati nelle camere a gas.
Le foto corrispondono esattamente alle modalità della selezione descritte da Rudolf Höß, comandante di Auschwitz, nella sua deposizione di fronte al Tribunale di Norimberga nel 1946:
«Il modo in cui avveniva la selezione era il seguente: i due dottori che avevamo ad Auschwitz esaminavano i prigionieri che arrivavano con il treno, li facevano camminare di fronte a loro e prendevano subito una decisione sul loro destino. Chi veniva ritenuto abile al lavoro veniva inviato al campo, gli altri direttamente alle camere a gas. I bambini più piccoli venivano sterminati perché non potevano essere adibiti ad alcun lavoro».